# Admirał floty

Flaga rangowa admirała floty od roku 2002

Admirał floty (adm. fl., adm. floty) – wojskowy stopień oficerski w Marynarce Wojennej, odpowiadający generałowi broni w Wojskach Lądowych i Siłach Powietrznych. Jego odpowiedniki znajdują się także w marynarkach wojennych innych państw (jednak z odmiennym znaczeniem i umiejscowieniem w hierarchii wojskowej).

## Geneza
Słowo „admirał” wywodzi się od arabskiego określenia Amir el-Bahr lub też Emir el-Bahr, oznaczającego pana morza – dowódcę morskiego. W XII wieku Wenecjanie i Genueńczycy zaczęli stosować tytuł admirała, jako dowodzącego flotą podczas bitwy. Następnie wprowadzono do użycia zróżnicowanie wśród admirałów, i tak: admirał dowodził flotą wojenną, wiceadmirał był zastępcą dowodzącego marynarką wojenną, a kontradmirał – starszym na redzie (najstarszym dowódcą spośród dowódców zakotwiczonych okrętów). W niektórych państwach używany był także tytuł admirała floty, oznaczający stałego dowódcę całej marynarki wojennej, który swe obowiązki sprawował także w czasie pokoju.
Dowództwa flot zaczęto nazywać admiralicjami, które w niektórych państwach przetrwały aż do współczesności i oznaczają ministerstwa (np. Admiralicja Brytyjska) lub dowództwa sił morskich (Admiralicja Federacji Rosyjskiej). Tytuły admiralskie przekształciły się w XIII-wiecznej Francji w stopnie wojskowe. W późniejszym czasie podobne transformacje nastąpiły w innych krajach.

## Wprowadzenie
W Polsce stopień admirała floty wprowadzony został z dniem 1 stycznia 2002 na podstawie Ustawy z dnia 21 grudnia 2001 r. o zmianie ustawy o organizacji i trybie pracy Rady Ministrów oraz o zakresie działania ministrów, ustawy o działach administracji rządowej oraz o zmianie niektórych ustaw. Stopień admirała floty został usytuowany w korpusie oficerów Marynarki Wojennej, pomiędzy wiceadmirałem a admirałem. Jest odpowiednikiem generała broni w Wojskach Lądowych i Siłach Powietrznych. 
Stopień wojskowy admirała floty jest zaszeregowany dla grup uposażenia nr 19-19B. W kodzie NATO określony jest jako OF-08.
Jego odpowiednikami w marynarkach wojennych innych państw są m.in.:
- Vice Admiral – Stany Zjednoczone;
- Vice-Admiral – Wielka Brytania;
- Vicealmirante – Hiszpania;
- Vice-almirante – Portugalia;
- Viceamiral – Szwecja;
- Vice-Amiral d'Escadre – Francja;
- Ammiraglio di Squadra e Ammiraglio Ispettore Capo – Włochy;
- Vice-Admiraal – Holandia;
- Admirał – Rosja;
- Vizeadmiral – Niemcy.